# مارك رايدر
مارك رايدر (مواليد 7 ديسمبر 1989) هو ممثل من أيرلندا الشمالية تلقى تعليمه في كلية ميثوديست بلفاست. اشتهر بدور تشيزري بورجا في المسلسل الدرامي التاريخي بورجيا.

## روابط خارجية
- مارك رايدر على موقع IMDb (الإنجليزية)
- مارك رايدر على موقع ألو سيني (الفرنسية)
- مارك رايدر على موقع أول موفي (الإنجليزية)
- مارك رايدر على موقع قاعدة بيانات الفيلم (الإنجليزية)
- مارك رايدر على موقع كينوبويسك (الروسية)